# Torrent del Sisquer
|  | Aquest article tracta sobre el torrent del municipi de Guixers. Vegeu-ne altres significats a «Sisquer». |

El Torrent del Sisquer és un afluent per l'esquerra de l'Aigua de Valls, a la Vall de Lord que realitza tot el seu recorregut dins del terme municipal de Guixers.
Neix al vessant nord del contrafort més oriental de la Serra de Maçaners. Durant els primers 500 m. del seu curs avança en direcció cap a les 11 del rellotge tot deixant a la seva esquerra la masia de la Serra i a la seva dreta la masia de Ca l'Obac però en arribar a escassos 150 m. al sud de Sisquer tomba cap a l'oest, i agafa la direcció predominant cap als 47 minuts del rellotge que mantindrà fins a la seva desembocadura a l'Aigua de Valls al centre del meandre que aquesta fa aigües avall de Cal Teuler.

## Perfil del seu curs
| metres de curs  | 0     | 250   | 500   | 750   | 1.000 | 1.250 | 1.500 | 1.750 | 2.000 | 2.250 | 2.325 |
| --------------- | ----- | ----- | ----- | ----- | ----- | ----- | ----- | ----- | ----- | ----- | ----- |
| Altitud (en m.) | 1.158 | 1.084 | 1.044 | 1.000 | 962   | 940   | 916   | 888   | 864   | 847   | 839   |
| % de pendent    | -     | 39,6  | 17,6  | 16,0  | 15,2  | 8,8   | 9,6   | 11,2  | 9,6   | 6,8   | 10,7  |

## Xarxa hidrogràfica
El Torrent del Siquer no té cap afluent.